# Maskers en Mysterie
Maskers en Mysterie is een Belgische hoorspelenreeks die tussen 1983 en 1997 werd uitgezonden door de BRT.

## Afleveringen
| Titel                             | Schrijver           | Jaar | Beschrijving |
| --------------------------------- | ------------------- | ---- | --- |
| Terug uit het Paradijs            | Kiyokazu Yamamoto   | 1983 | Een Japanse monnik die een vrouw leert kennen, besluit van zijn zelfopoffering af te zien.                                                                    |
| Een gezellig avondje              | Charles Maître      |      | Een bankbediende wordt gechanteerd door foto's waar hij met een prostituee op staat.                                                                          |
| Een man van staal                 | Patrick Bernauw     | 1997 | Drie mensen beginnen elkaar te wantrouwen als de politie een onderzoek instelt naar de verdachte dood van een rijke oude man.                                 |
| Ogen om te zien                   | Charles Maître      |      | De ex-vrouw van een hoofdcommissaris vraagt hem om uit te vinden wie haar stiefzoon een moord in de schoenen wil schuiven.                                    |
| De bescheiden bezoeker            | Charles Maître      |      | De echtgenoot van de ex-minnares van een schrijver besluit de schrijver op te zoeken en hem te vermoorden.                                                    |
| Het Vluchtmisdrijf                | Louis Thomas        |      | Als een romanschrijver hoort dat zijn vrouw bij een vluchtmisdrijf is betrokken, helpt hij haar uit handen van de politie te blijven.                         |
| Het Minste Kwaad                  | Charles Maître      |      | De politie twijfelt of de val van de vrouw van een rijke zakenman wel een ongeluk was.                                                                        |
| De duivel bij het haardvuur       | Jean Chatenet       | 1997 | Een echtgenoot heeft plannen om zijn vrouw te vermoorden, maar krijgt opeens bezoek van een man die hem komt waarschuwen.                                     |
| Een orgaan te ver                 | Marijke Hermans     |      | Twee artsen stelen de organen van hun patiënten. |
| Konijn op grootmoeders wijze      | Kristof De Pape     | 1997 | Nadat een verbrandingsoven in een provinciedorpje met zwaar toxicologisch afval explodeert, wordt het voor een gewone huismoeder het te heet onder de voeten. |
| Op uw gezondheid                  | Charles Maitre      | 1997 | Een keiharde zakenvrouw tart haar echtgenoot, zuster en compagnon zo zeer dat deze drie de handen in één slaan om van haar verlost te raken.                  |
| Wie het laatst lacht              | Pierre Frachet      | 1997 | Een overspelige vrouw krijgt op een dag bezoek van een vreemdeling die haar aanbiedt haar echtgenoot te vermoorden.                                           |
| De spreekkamer                    | Jean Cosmos         | 1997 | Een veroordeelde moordenaar krijgt een gevangeniskapelaan op bezoek die hele andere bedoelingen heeft dan het redden van zijn zieltje.                        |
| Excuseer me, dokter               | Jeanine Raylambert  | 1997 | Een psychiater krijgt een verwarde vrouw op consultatiebezoek die zegt haar minnaar te willen vermoorden.                                                     |
| Goedenavond, Léon                 | Jean Cosmos         | 1997 | Een verzekeringsagent komt bij zijn vriend, een kluizenaar, die zegt een aanrijding te hebben gezien.                                                         |
| De dood van eenentwintig fietsers | Pierre Frachet      | 1997 | Bij een machtig zakenman komt een vreemde man om met hem over een chantagezaak te praten.                                                                     |
| De medeplichtige                  | Louis Thomas        | 1997 | Een aan lager wal geraakte zakenman bedenkt met zijn vrouw een ingenieus plan om de levensverzekering van de laatste op te strijken.                          |
| 's Zondags is er snoep            | Christopher Russell | 1997 | Twee mensen gaan scheiden en het wordt nog erger als de vrouw een ander ontmoet.                                                                              |